# Il destino del lupo
(Il Destino del Lupo verso Lupo Solitario, paragrafo 80)
Il destino del lupo (titolo originale Wolf's Bane) è un librogame dello scrittore inglese Joe Dever, pubblicato nel 1993 a Londra dalla Red Fox Children's Books e tradotto in numerose lingue del mondo. È il diciannovesimo dei volumi pubblicati della saga Lupo Solitario. La prima edizione italiana, del 1993, fu a cura della Edizioni EL.

## Trama
Dopo aver salvato i propri discepoli Ramas dal furioso attacco dei Lavas (Dragoni di un mondo di Aon), Lupo Solitario si reca a Dessi per una breve missione. Al suo ritorno ad Anskaven (dopo essere sopravvissuto al naufragio della nave che lo trasportava a casa), il cavaliere Ramas, invece di essere trattato come un eroe, viene guardato con sospetto e timore. Avan Caldar, il barone della città, dà ordine alle sue guardie di arrestarlo e di condurlo al palazzo. Appena giunto al cospetto del barone, senza dare spiegazione di sorta, Lupo Solitario viene portato in prigione: qui, viene a sapere il motivo di questo stranissimo comportamento: sembra che venti giorni prima, Lupo Solitario abbia ucciso le 6 guardie di scorta che Caldar gli aveva assegnato, tentato di uccidere Banedon (il capo della Corporazione della Stella di Cristallo) ed infine ucciso il Barone di Tyso.
Sconvolto e stupito da quanto ha appreso, Lupo Solitario inizia a ricercare l'impostore che si è spacciato per lui, il Destino del Lupo.

## Edizione
- Joe Dever, Il Destino del Lupo, traduzione di Laura Pelaschiar McCourt, Collana Librogame, Edizioni EL, 1993,  cap. 350, ISBN 88-7068-606-X.